# IBM 7090

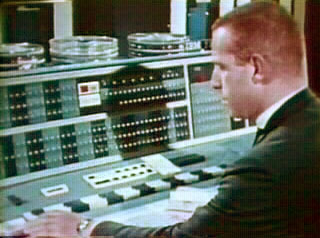
Painel do IBM 7090

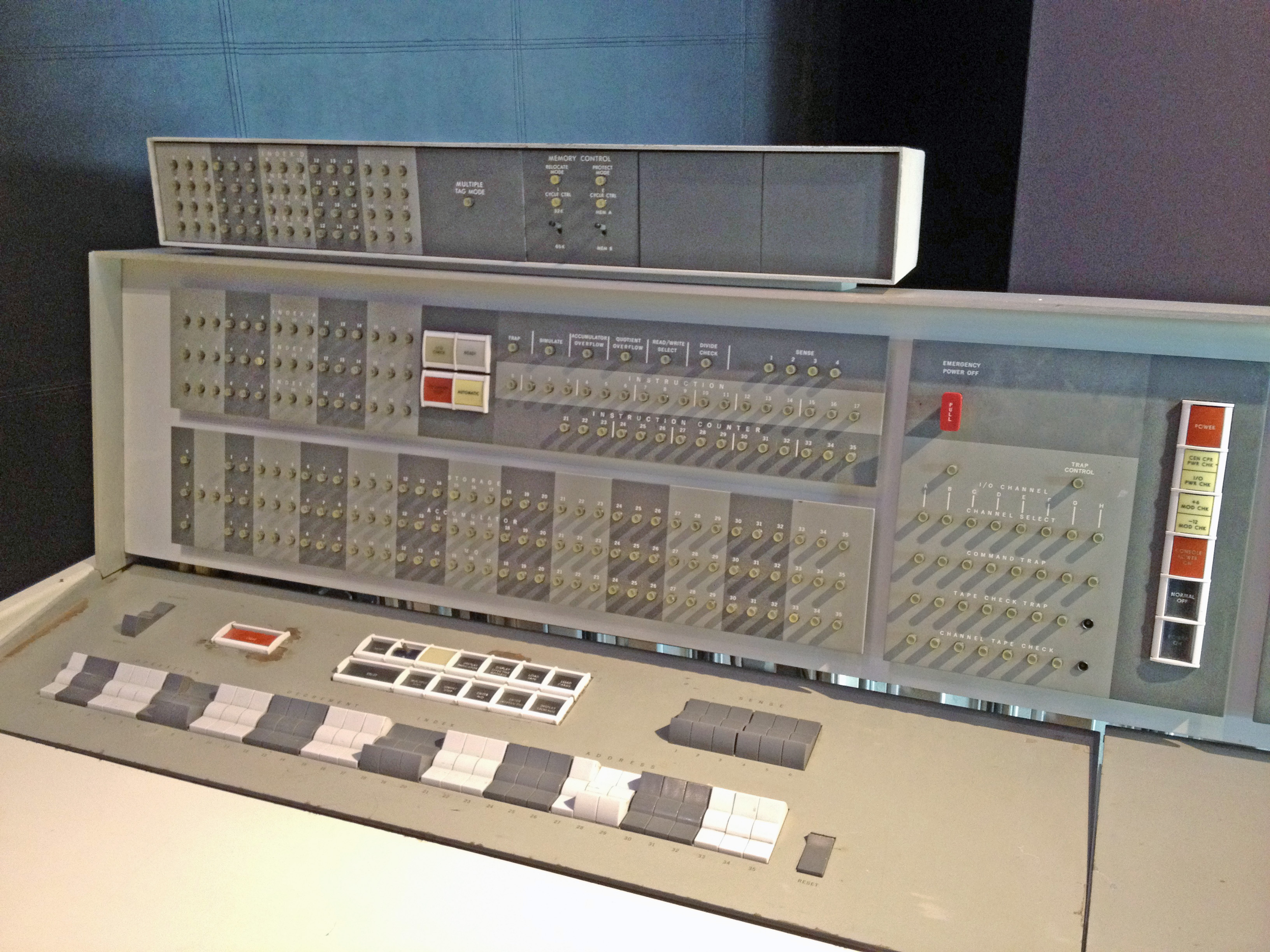
IBM 7094

O IBM 7090 é uma versão transistorizada de segunda geração do computador de mainframe para tubos IBM 709 anterior, projetado para "aplicações científicas e tecnológicas em larga escala". O 7090 é o quarto membro dos computadores científicos da série IBM 700/7000. A primeira instalação do 7090 foi em dezembro de 1959. Em 1960, um sistema típico era vendido por US $ 2,9 milhões (equivalente a US $ 19 milhões em 2018) ou poderia ser alugado por US $ 63.500 por mês (equivalente a US $ 421.000 em 2018).
O 7090 usa um comprimento de palavra de 36 bits, com um espaço de endereço de 32.768 palavras (endereços de 15 bits). Ele opera com um ciclo de memória básico de 2,18 μs, usando a tecnologia de memória principal IBM 7302 Core Storage do projeto IBM 7030 (Stretch).
Com uma velocidade de processamento de cerca de 100 Kflop/s, o 7090 é seis vezes mais rápido que o 709 e pode ser alugado pela metade do preço.

## Desenvolvimento
Seu antecessor, IBM 709, usava tubos de vácuo, mas nos transistores IBM 7090 já eram usados, atingindo velocidades seis vezes maiores que o antecessor. E muito mais diferença de velocidade foi observada com o IBM 704, que era menos poderoso. Os primeiros instalados data do final de 1959. Era compatível com muitos dos programas criados para o 704 e compartilhava parte do conjunto de instruções 709.
O IBM 7090 foi criado como um computador de uso geral, mas, como todos os computadores de sua época, seu design prestava atenção à velocidade no cálculo científico. Também era usado para negócios como controlador de estoque, contabilidade da empresa etc.
Em 1965, mais de 300 IBM 7090/94 já haviam sido vendidos, com um preço de cerca de três milhões de dólares.

## Instruções
Um tamanho de palavra das instruções de 36 bits é observado em 7090/94 (um tamanho fixo). Existem mais de 180 instruções que permitem executar operações aritméticas de números inteiros e flutuantes, operações lógicas, entrada e saída, etc.
As instruções são divididas em campos. O primeiro campo indicou o tipo, entre os quais temos o A, que serve para diminuir o registro do índice, o B, o C, o D e o E. No campo a seguir, encontramos: O OP ou código de operação, que é um código octal que indica a instrução a ser executada. O Decrement, que é usado por um conjunto de instruções para alterar o registro de índice. Os rótulos, que são três bits que determinam se isso afeta algum registro. O endereço, onde as instruções, o contador e a máscara estão armazenados.